# Béat François Placide de Zurlauben
Béat François Placide de Zurlauben, dit aussi Beat Franz Plazidus de Zurlauben, comte de Zurlauben, né le 15 juin 1687, à Zoug en Suisse, mort le 31 décembre 1770 à Bagneux, est un militaire suisse au service du Royaume de France.

## Biographie
Troisième enfant, et second fils de Beat Jacques II de Zurlauben (1660-1717) et de Maria Barbara Zurlauben (1660-1724). Il reçoit une formation de 1698 à 1704 à Paris, lieutenant en 1702, il est l'année suivante capitaine dans la compagnie de son père au Régiment Pfyffer service en France, dont il est capitaine commandant l'année suivante. Il devient membre du Grand Conseil de la ville de Zoug en 1705. La mort de son oncle maternel, le chevalier de La Tour-Châtillon, à Tamillies, lui fait obtenir la 1/2 compagnie aux Gardes Suisses le 4 juillet 1706, en qualité de premier lieutenant suivant son brevet du 18 mai 1707, mais dont il n'eut le commandement que le 9 juillet 1709.
Il épouse en 1715 Marie Florimonde Pinchène qui donnera le jour à un seul enfant : Maria Elisabeth Zurlauben (1716-1739) qui épousera le 6 août 1734, Jean-Jacques du Portal (1701-1773), ingénieur, directeur des fortifications de Haute et Basse Normandie, ainsi que de Saint-Domingue, lieutenant-général de leur union naquit un fils Jean-Antoine du Portal (1738-?)
Le 15 février 1720, il est pourvu d'une demi-compagnie dans la régiment Suisse de Brendelé, par la mort du sieur Kolin. Elle fut autrefois levée le 28 janvier 1689, par le landamme, son père. Le 16 mars 1732 il reçoit une autre demi-compagnie, du régiment d'Affry vacante par la mort du sieur Meyer. Cette dernière fut également levée à la même date que la précédente, toujours par son père.
Il devient seigneur justicier d'Anglicken et Hembrunn, en 1731 et maréchal héréditaire de l'Abbaye de Muri, et devient brigadier d'infanterie au service de la France en 1734, maréchal de camp le 1er janvier 1740, et lieutenant colonel la même année. Lieutenant-colonel du régiment des Gardes-Suisses le 16 décembre 1742, et Colonel le 10 mars 1743. Le 21 novembre 1744, il reçoit une autre demi-compagnie, laissée vacante par la mort de Robert Macher, lieutenant-général. Il devient par la volonté du roi Louis XV, Lieutenant Général en 1745.Colonel général des gardes suisses. Maréchal héréditaire de l'abbaye de Muri
En 1746, il fait l'acquisition d'une jolie propriété de campagne à Bagneux. Cette maison sera plus tard, celle de monsieur Claude Pierre Gueffier qui laissa son nom à une fontaine qu'il fit creuser pour les habitants de Bagneux, avec un lavoir en 1767, puis celle de monsieur Beaufils en 1787,

## Armoiries
- « écartelé au 1 & 4 d'or, à la tour crénelée de sable, qui est de la Tour de Châtillon; au 2 & 3 d'azur, au lion d'argent, saillant de gauche à droite, tenant un tronc d'arbre de sinople, tigé à trois feuilles de même, 2 & 1 qui est du surnom de Zur-Lauben en latin de Folio, et sur le tout un écusson d'azur, à une fleur de lys d'or (par concession des rois Charles IX et Louis XIII pour fidélité et services militaire »

« Supports : Deux lions d'argent, Couronne de baron, surmonté de deux cimiers, celui de la droite avec une couronne de baron surmonté de deux bonnets pointus ou pyramidal d'or, à la hampe de sable qui est de la Tour de Châtillon avec lambrequin d'or et de sable. Le cimier de la gauche est un casque de chevalier avec un bourrelet d'azur et d'argent surmonté d'un demi-lion d'argent colleté d'un écusson d'azur à une fleur de lys d'or et bandelettes de gueules, tenant un tronc d'arbre de sinople tigé de trois feuilles de laurier aussi de sinople ; 2 & 1 lambrequins d'argent et d'azur qui est le cimier de Zur-Lauben »

## Décorations
- 1716 - Chevalier de l'Ordre de Saint-Louis
- juin 1745 - Commandeur de l'Ordre de Saint-Louis
- 25 mai 1755 - Grand-Croix de l'Ordre royal et militaire de Saint-Louis[7]

## Campagnes
Il est à la bataille de Ramillies le jour de la Pentecôte, en 1705, à la Bataille d'Oudenarde en 1708. En 1742 il commandait le bataillon des Gardes suisses en Flandre. Il servit comme maréchal de camp aux sièges de Menin d'Ypres, Fribourg, Dendermonde, d'Oudenarde, Tournai ville et citadelle. Il suivit Louis XV pendant les campagnes de 1744 à 1747.